# Westermarsch II
Westermarsch II war bis zur Kommunalreform 1972 eine selbständige Gemeinde und als solche Mitgliedsgemeinde der Samtgemeinde Leybucht in Niedersachsen. Heute ist Westermarsch II ein Ortsteil der ostfriesischen Stadt Norden mit rund 500 Einwohnern (12/2016). Die Fläche des Ortes beträgt 11,69 km². Kurioserweise wird das Hauptsiedlungsgebiet Westermarschs II in der öffentlichen Wahrnehmung dem Ortsteil Norddeich, mit dem es baulich verwachsen ist, zugeschlagen. Die Ortsteilgrenze verläuft in der Mitte der Straße Dörper Weg.

## Name
Der Name Westermarsch II kennzeichnet den Ort als im Westen der historischen Region Norderland (siehe Ostermarsch) gelegenes Marschgebiet. Die römische Ziffer im Namen des Ortes unterscheidet die ehemalige Kommunalgemeinde vom benachbarten Westermarsch I.

## Geschichte
Das Gründungsdatum des Ortes ist unbekannt. Bereits vor der Eindeichung siedelten Menschen auf dem späteren Gemeindegebiet auf künstlichen Hügeln, den Warften, von denen sich einige bis heute in Flurnamen wie Osterwarf, Westerwarf, Waterwarf, Trumschlag, Ülkebült, Klooster und Kugel erhalten haben. Ihr Alter wird auf etwa 1000 bis 1500 Jahre geschätzt. 1361 wird das Gebiet nach Eindeichungen erstmals als Westermarsch erwähnt. 1871 wurde dieses Gebiet in Westermarsch I & II aufgeteilt.
Am 1. Juli 1972 wurde die Gemeinde Westermarsch II in die Stadt Norden eingegliedert.
Seit 2010 trägt der Ort die Auszeichnung „Nordseeheilbad“.